# Peter Tobaben
Peter Tobaben (* 1. Juli 1905 in Ahlerstedt; † 17. Dezember 1972 in Stade) war ein deutscher Politiker (DP, später CDU).

## Leben
Peter Tobaben besuchte von 1911 bis 1919 die Volksschule. Er übernahm den landwirtschaftlichen Betrieb seines Vaters, im Jahr 1932 bildete er sich an der Bauernhochschule in Neudietendorf in Thüringen fort. Ab 1943 nahm er am Zweiten Weltkrieg teil. 1945 geriet er in sowjetische Kriegsgefangenschaft, aus der er 1948 wieder freikam. Sein Grab befindet sich auf dem Camper Friedhof in Stade.

## Politik
Tobaben trat im Jahr 1923 in die DHP ein und wurde 1948 Mitglied ihrer Nachfolgeorganisation, der DP. Für diese wurde er 1948 Gemeinderatsmitglied und Kreistagsmitglied. Er war darüber hinaus Landrat.
Tobaben gehörte dem Deutschen Bundestag in dessen erster Legislaturperiode (1949–1953) und erneut von 1957 bis 1972 an. Vom 6. Mai 1955 bis 31. Oktober 1957 war er Mitglied des niedersächsischen Landtags (3. Wahlperiode). Er wurde ursprünglich für die DP gewählt und trat am 3. Mai 1961 – aus Protest gegen die Fusion von DP und GB/BHE zur GDP – zur CDU über. Tobaben ist 1949 über die Landesliste Niedersachsen und ab 1957 als direkt gewählter Abgeordneter des Wahlkreises Stade – Bremervörde bzw. ab 1965 des Wahlkreises Stade in den Bundestag eingezogen.